# 梭鱼草
梭鱼草（学名：Pontederia cordata），别名北美梭鱼草、海寿花，是一种梭鱼草属植物。种名cordata意为心形的。